# یواس‌اس وینتل (دی‌یی-۲۵)
یواس‌اس وینتل (دی‌یی-۲۵) (به انگلیسی: USS Wintle (DE-25)) یک کشتی بود که طول آن ۲۸۹ فوت ۵ اینچ (۸۸٫۲۱ متر) بود. این کشتی در سال ۱۹۴۳ ساخته شد.